# Liste der Mitglieder der National Academy of Sciences/1967
Im Jahr 1967 wählte die National Academy of Sciences der Vereinigten Staaten 55 Personen zu ihren Mitgliedern.

## Neugewählte Mitglieder
- Philip Warren Anderson (1923–2020)
- Fritz Baltzer (1884–1974)
- Elso S. Barghoorn (1915–1984)
- Charles S. Barrett (1902–1994)
- George H. Bishop (1889–1973)
- Raymond L. Bisplinghoff (1917–1985)
- George F. Carrier (1918–2002)
- Paul J. Cohen (1934–2007)
- Seymour S. Cohen (1917–2018)
- F. Albert Cotton (1930–2007)
- Bernard D. Davis (1916–1994)
- Robert H. Dicke (1916–1997)
- James D. Ebert (1921–2001)
- James J. Gibson (1904–1979)
- Robert Glen (1905–1991)
- Cornelis Gorter (1907–1980)
- C. Ake T. Gustafasson (1908–1988)
- Robert A. Helliwell (1920–2011)
- Dudley R. Herschbach (* 1932)
- William W. Howells (1908–2005)
- Vernon W. Hughes (1921–2003)
- Martin Karplus (1930–2024)
- Andrei N. Kolmogorow (1903–1987)
- Moses Kunitz (1887–1978)
- Henry G. Kunkel (1916–1983)
- Anton Lang (1913–1996)
- Luna B. Leopold (1915–2006)
- Claude Levi-Strauss (1908–2009)
- Norman Levinson (1912–1975)
- Francis E. Low (1921–2007)
- Jay L. Lush (1896–1982)
- Clement L. Markert (1917–1999)
- Walsh McDermott (1909–1981)
- Robert L. Metcalf (1916–1998)
- Karl Meyer (1899–1990)
- Guido Münch (1921–2020)
- Walle J. Nauta (1916–1994)
- Marshall Nirenberg (1927–2010)
- James Olds (1922–1976)
- Eugene N. Parker (1927–2022)
- Ilya Prigogine (1917–2003)
- Charles M. Rick, Jr. (1915–2002)
- Edwin E. Salpeter (1924–2008)
- Frederick Sanger (1918–2013)
- Berta V. Scharrer (1906–1995)
- Ascher H. Shapiro (1916–2004)
- Herbert A. Simon (1916–2001)
- Robert Louis Sinsheimer (1920–2017)
- Charles P. Slichter (1924–2018)
- Stanley G. Stephens (1911–1986)
- James B. Thompson, Jr. (1921–2011)
- Cecil E. Tilley (1894–1973)
- Anthony L. Turkevich (1916–2002)
- Carl Wagner (1901–1977)
- Kenneth B. Wiberg (* 1927)